# Islamisk konst

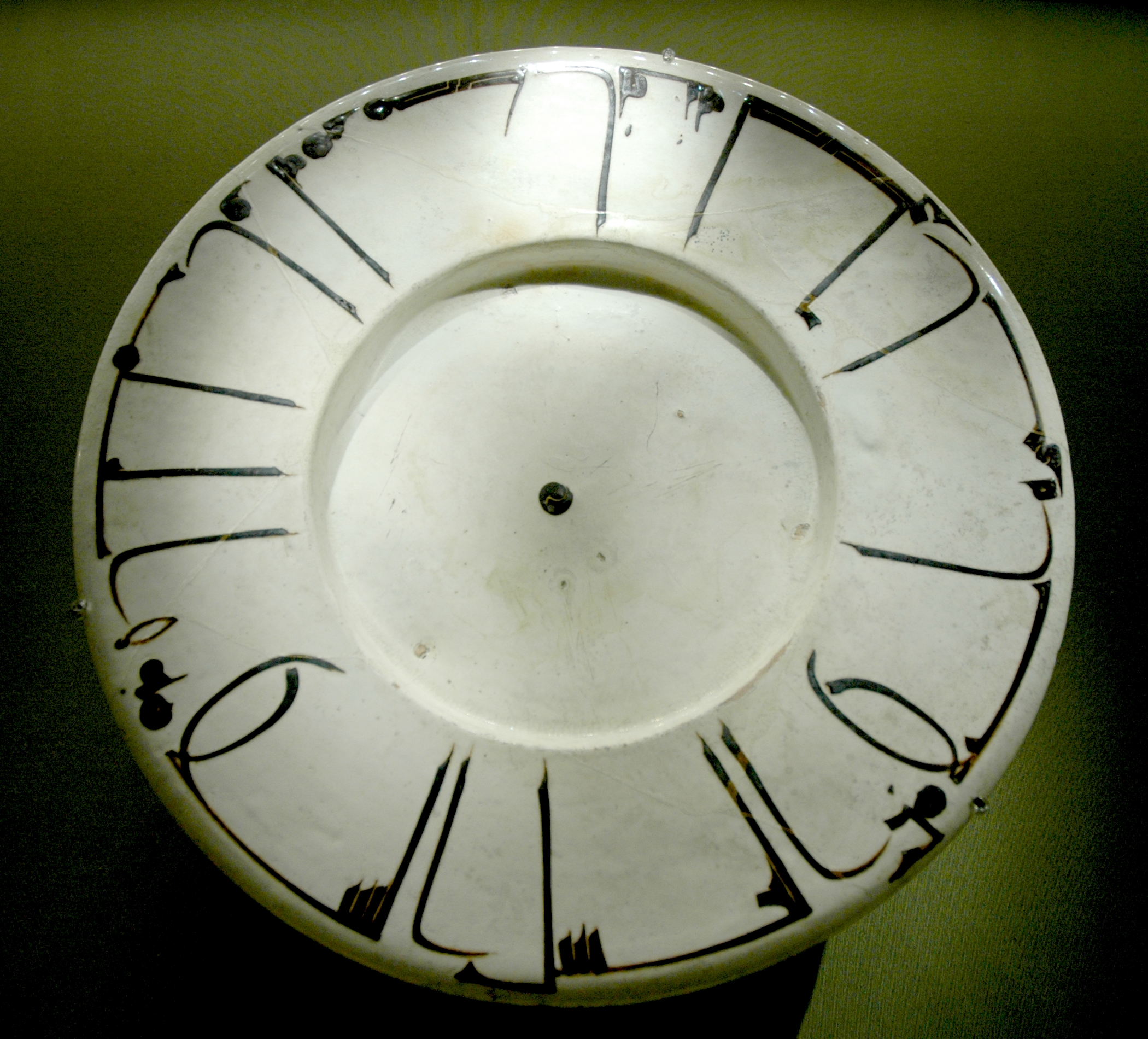
Skiva med epigrafiska dekorationer. Den kufiska texten lyder: "Vetenskapen har först en bitter smak men smakar sötare än honung i slutet. God hälsa [åt ägaren]." Terrakotta, Khorasan (Iran), 1000-1100-talet, Louvren.
Bild: Jastrow, 2006. (PD)

Miljoner människor från vitt skilda kulturer över hela världen förenas på många sätt av den islamiska konsten. Motiv och stildrag återkommer överallt och korsar gränser, epoker och discipliner. Den rika kultur som skapats i Medelhavsområdet och i Främre Orienten av greker, romare, sassanider, kristna och judar gav förutsättningarna för den islamiska konsten. Den islamiska världen blev arvtagare till dessa kulturer när araberna på 600-talet spred den nya läran längs Medelhavets södra och östra kuster och österut in i Asien. Främre Orienten fick då också ökade kontakter med områden i Centralasien och ända bort i Kina genom karavanhandeln utmed Sidenvägen.
Den islamiska konstens karaktär och formspråk utvecklades genom påverkan av Islams nya världsuppfattning, där bilden av en gud i mänsklig gestalt ersattes av ett abstrakt gudsbegrepp. Detta symboliserades främst av Allahs heliga ord nedtecknat med arabisk skrift i Koranen. Den världsliga och andliga tillvaron kunde också återspeglas i abstrakta mönster, ornamentik  och geometriska stjärnformer som symboler för gudens skapelse. Det var främst ornamentiken, som i västerlandet fick namnet arabesk, och kalligrafin som gav den islamiska konsten dess karakteristiska uttryck. 

## Förislamisk konst
- Parthisk konst
  - Assur, Hatra, Dura-Europos, Shami, Palmyra, Firuzabad,
- Sasanidisk konst
  - Ktesifon, Bishapur, Taki-Bustan

Se även: Persisk konst

## Arkitektur
Den islamiska konsten sägs börja med den första moskén i Medina. Det första som den då unga församlingen behövde var skydd mot solen på den gård där de samlades. Man utgick från en rad trädstammar som man täckte med palmblad och lera. Denna disposition av rummet ger de viktigaste elementen i den islamiska arkitekturen: bönerummet, den övertäckta salen och gården.
- Portiker
- Moskéer
- Pelarsalar
- Palats
- Torgbildningar
- Stadsplanering

## Bildkonst

### Skulptur
Bildförbudet har gjort att skulpturer av människor inte haft någon framträdande roll i den islamiska konsten, men skulptur förekommer i många former. 
Se även: Islamisk keramik på Wikimedia Commons

## Bildgalleri

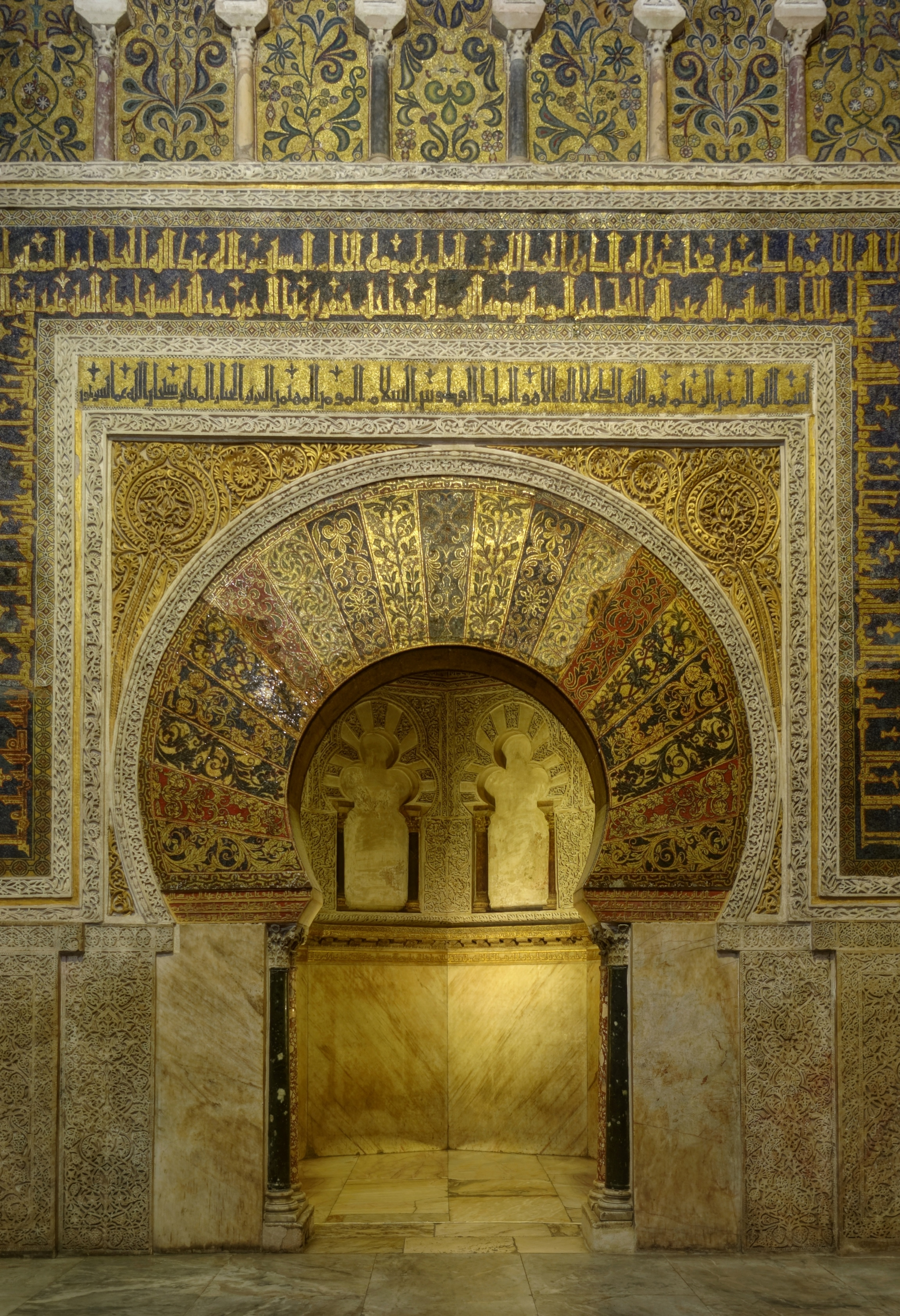
Mihraben i Córdoba.
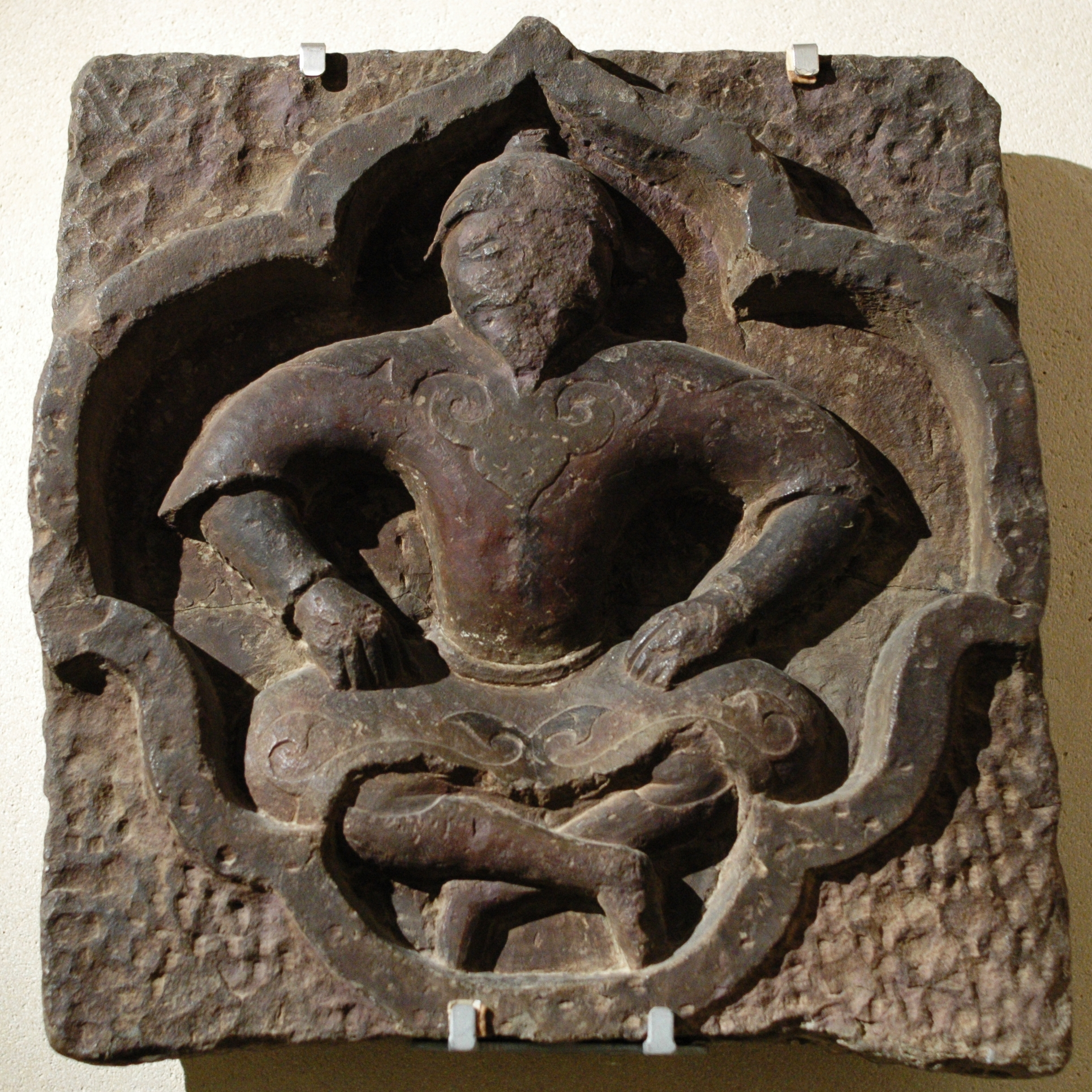
Reliefmedaljong av prins i traditionell hovpose, Dagestan, vulkanisk sten, 1300- till 1400-tal, Louvren.
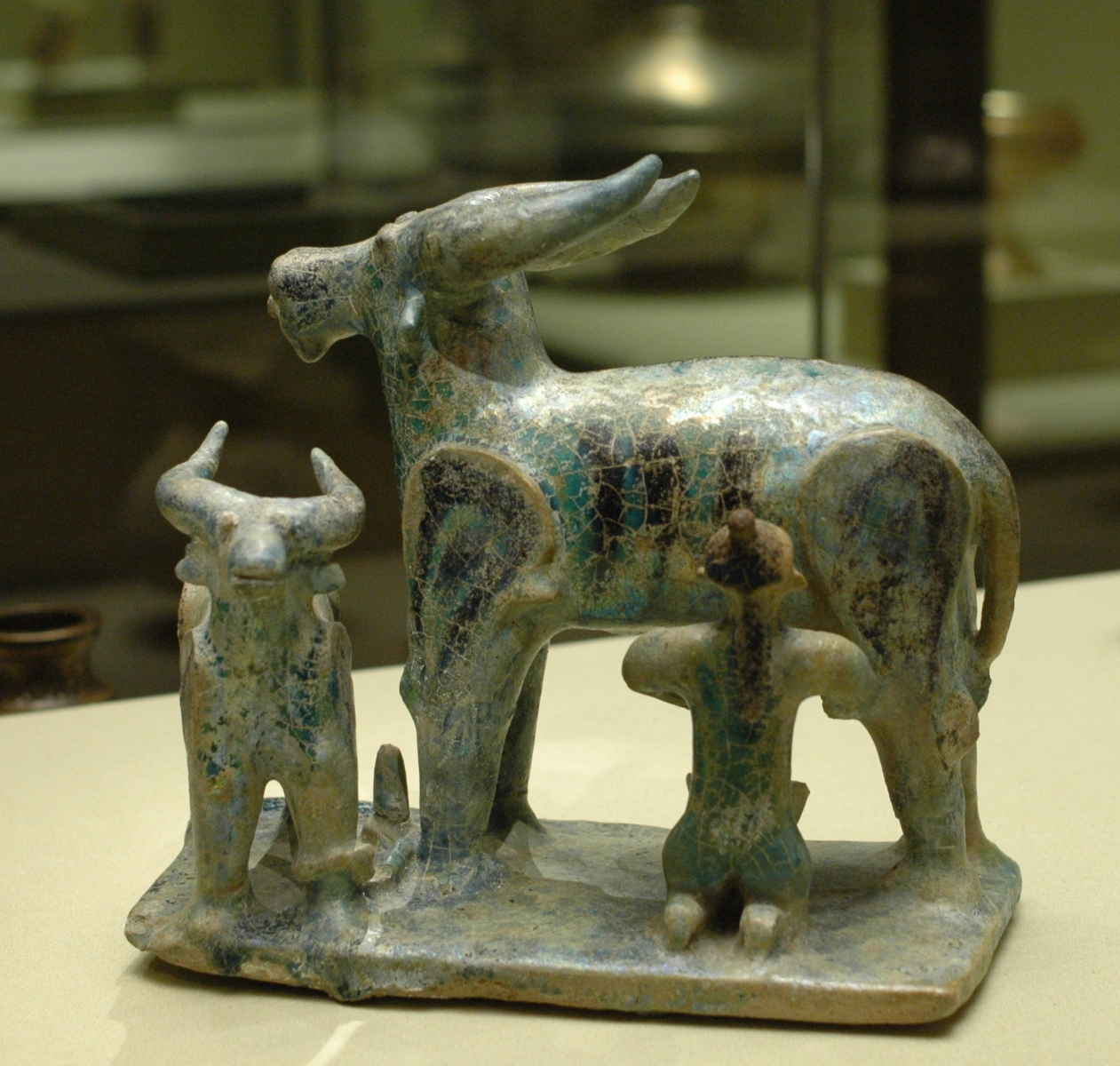
Man som mjölkar buffel, skulptur i flera delar, 1100- till 1200-talet, funnen i norra Syrien, Louvren.
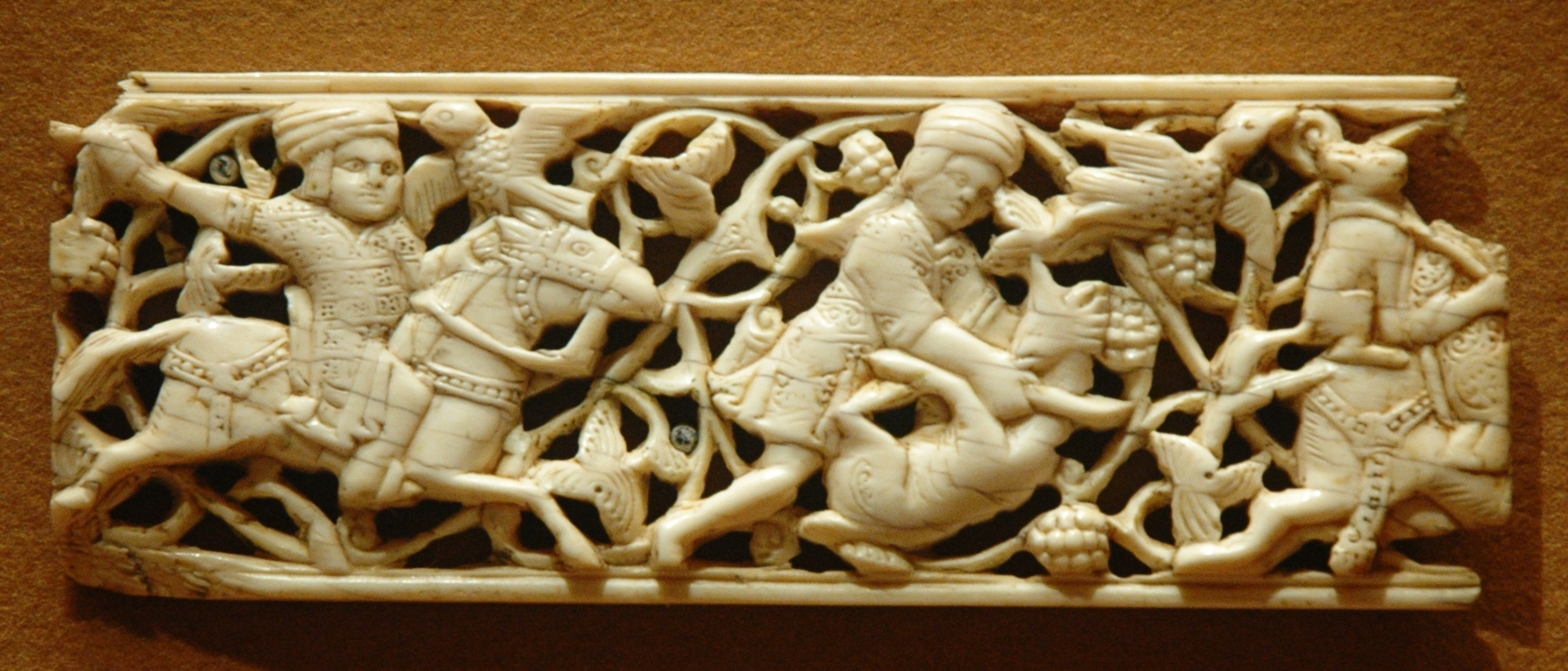
Elfenbenspanel med jägare, Egypten, 1000- till 1100-talet, Louvren.
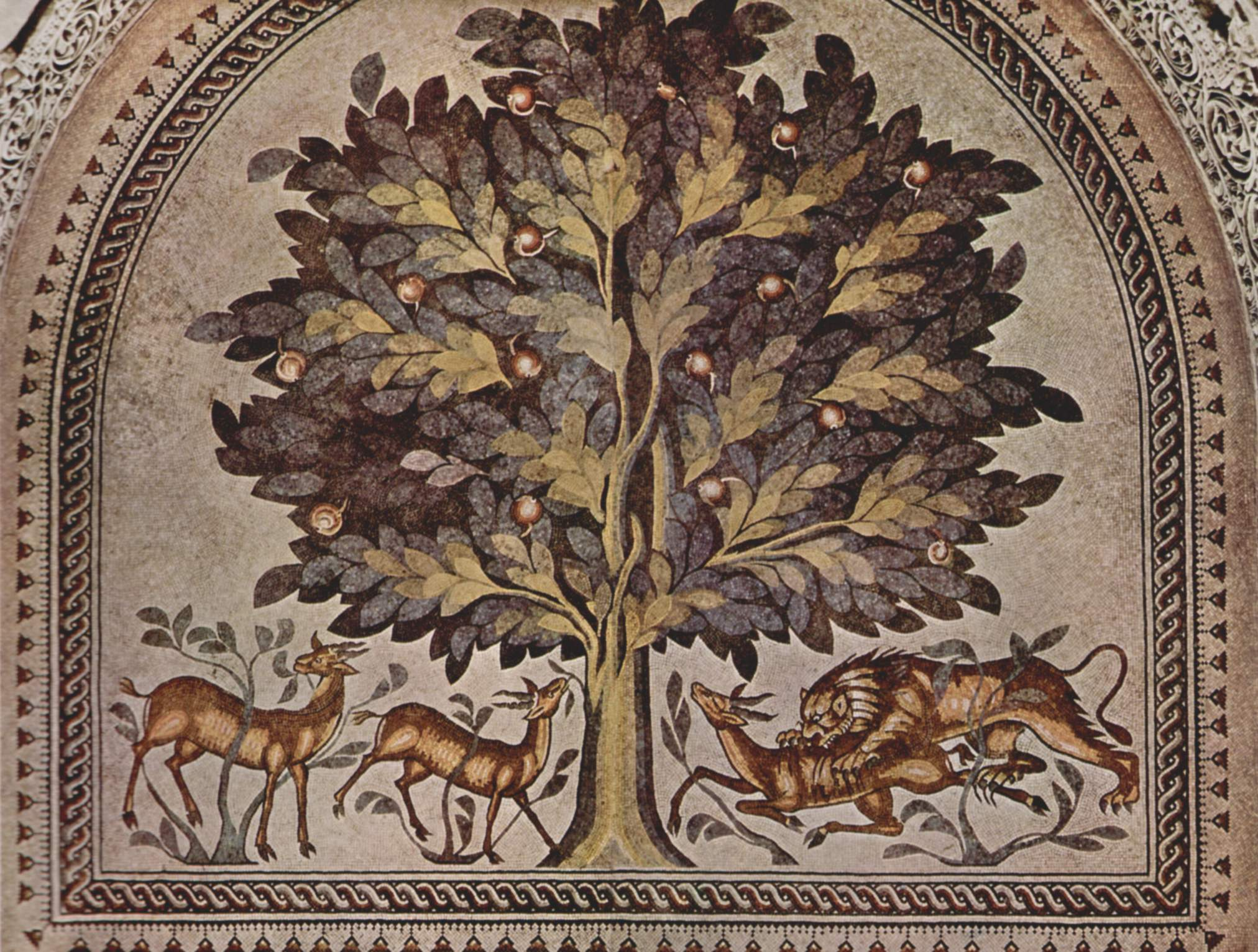
Mosaik med djurmotiv, Khirbat al-Mafjar i Palestina.